# Alexandria Ocasio-Cortez
Alexandria Ocasio-Cortez (født 13. oktober 1989 i New York City, USA), også kendt under initialerne AOC, er en amerikansk aktivist og politiker fra det Demokratiske Parti. Hun var partiets kandidat i det 14. kongresdistrikt i delstaten New York, der omfatter Bronx og Queens. Ved valget til Repræsentanternes Hus den 6. november 2018 blev hun valgt og er den yngste kvinde, som nogensinde har været medlem af Kongressen.[kilde mangler]

## Baggrund
Ocasio-Cortez har puertoricanske rødder. Hendes mor kommer fra Puerto Rico, og faren er butiksejer i South Bronx. Hun er født i Bronx, en af de fattigste bydele i New York City, som 5-årig flyttede Alexandria Ocasio-Cortez med familien til den velhavende hvide forstad Yorktown Heights. På High school vandt hun andenpladsen med et mikrobiologisk forskningsprojekt ved en international videnskabskonkurrence for unge.
Hun arbejdede fra 2008 til 2009 for senator Ted Kennedy med indvandring som speciale. 2011 fik hun en bachelorgrad i økonomi og internationale relationer ved Boston University. Efter afslutningen af sit studium vendte hun tilbage til Bronx, hvor hun arbejdede i morens bar som tjener. Ved siden af arbejdede hun som lærer ved den almennyttige organisation National Hispanic Institute. Under præsidentvalgkampen i 2016 arbejdede hun som organisator for senator Bernie Sanders.

## Politisk karriere
Hun flyttede efter college tilbage til Bronx, hvor hun var politisk aktiv og medlem af Democratic Socialists of America. Forskellige interessegrupper som Move On, Brand New Congress, Justice Democrats, Black Lives Matter og Democracy for America støttede hendes kandidatur ved midtvejsvalget 2018. I 2017 lancerede hun sin egen kampagne for at overtage Joseph Crowleys kandidatur. Ingen havde forudset, at hun kunne være en trussel for den dobbelt så gamle Joseph Crowley, der havde siddet i Kongressen fra 1999 og var kandidat til at tage over fra Nancy Pelosi som Demokraternes leder i Repræsentanternes Hus. Det var nødvendigt at få 1250 underskrifter for at kunne stille op, men hun fik mod alle forventninger 5000 underskrifter. Den 26. juni 2018 vandt hun uventet det parti-interne primærvalg i New Yorks 14. kongresvalgdistrikt. Hendes motto lyder: "Jeg kan ikke udfordre de store penge med flere penge, men må slå modstanderen på en helt anden måde".[kilde mangler] Mens Crowley i sin valgkamp brugte 3,4 mio. dollar, havde hun indsamlet $300.000. Hun agiterer blandt andet for en statslig sundhedsforsikring til alle, boliger som en menneskeret og afskaffelse af immigrationspoliti-korpset Immigration and Customs Enforcement (ICE).
Den 6. november 2018 ved valget til Repræsentanternes Hus vandt hun over den Republikanske kandidat Anthony Pappas.